# Sulcus collateralis
De sulcus collateralis  of verbindingsspleet is een hersengroeve in de temporale en occipitale kwab, die de ondergelegen gyrus fusiformis scheidt van de bovengelegen gyrus parahippocampalis en gyrus lingualis.

## Verloop
De ramus parahippocampalis is een zijtak van de sulcus collateralis die in de helft tot veruit het grootste deel van de gevallen aanwezig is. De zijtak vormt veelal de scheiding tussen de gyrus parahippocampalis en gyrus lingualis. De ramus parahippocampalis wordt gebruikt als oriëntatiepunt om het achterste punt van de hippocampus in het cornu temporale aan te geven. Door deze zijtak loopt veelal de arteria temporalis communis.